# Tweede divisie (mannenhandbal) 1981/82
De tweede divisie is de op twee na hoogste afdeling van het Nederlandse handbal bij de heren op landelijk niveau. In het seizoen 1981/1982 werden Hurry Up, Caesar, Tachos en Aalsmeer 2 kampioen en promoveerden naar de eerste divisie. Kwiek, Sparta OP, Avanti, V.d. Broek/DES, Dongen, AHC '28, BHC en IJmond degradeerden naar de derde divisie.

## Opzet
- De kampioenen promoveren rechtstreeks naar de eerste divisie (mits er niet al een hogere ploeg van dezelfde vereniging in de eerste divisie speelt).
- De ploegen die als een-na-laatste (elfde) en laatste (twaalfde) eindigen degraderen rechtstreeks naar de derde divisie.

## Tweede divisie A

### Teams
| Ploeg       | Plaats      | Provincie  |
| ----------- | ----------- | ---------- |
| Bornerbroek | Bornerbroek | Overijssel |
| E&O 2       | Emmen       | Drenthe    |
| Hurry Up    | Zwartemeer  | Drenthe    |
| Jahn II     | Stadskanaal | Groningen  |
| Kwiek       | Hoogeveen   | Drenthe    |
| Olympia H 2 | Hengelo     | Overijssel |
| Pegasus     | Ter Apel    | Groningen  |
| Quick '20   | Oldenzaal   | Overijssel |
| Sparta '75  | Groningen   | Groningen  |
| Sparta OP   | Oude Pekela | Groningen  |

### Stand
| Pos | Club        | Wed | W  | G | V  | Ptn | DV  | DT  | +/− | Opmerking                     |
| --- | ----------- | --- | -- | - | -- | --- | --- | --- | --- | ----------------------------- |
| 1   | Hurry Up    | 18  | 14 | 2 | 2  | 30  | 303 | 224 | +79 | Promotie naar eerste divisie  |
| 2   | Bornerbroek | 18  | 14 | 1 | 3  | 29  | 346 | 265 | +81 |                               |
| 3   | Jahn II     | 18  | 9  | 4 | 5  | 22  | 298 | 279 | +19 |                               |
| 4   | Sparta '75  | 18  | 10 | 1 | 7  | 21  | 312 | 293 | +19 |                               |
| 5   | E&O 2       | 18  | 8  | 1 | 9  | 17  | 307 | 308 | −1  |                               |
| 6   | Quick '20   | 18  | 6  | 4 | 8  | 16  | 319 | 324 | −5  |                               |
| 7   | Olympia H 2 | 18  | 7  | 2 | 9  | 16  | 256 | 265 | −9  |                               |
| 8   | Pegasus     | 19  | 7  | 0 | 12 | 14  | 283 | 333 | −50 |                               |
| 9   | Kwiek       | 19  | 5  | 2 | 12 | 12  | 278 | 338 | −60 | Degradatie naar derde divisie |
| 10  | Sparta OP   | 18  | 2  | 1 | 15 | 5   | 294 | 367 | −73 | Degradatie naar derde divisie |

## Tweede divisie B

### Teams
| Ploeg             | Plaats    | Provincie     |
| ----------------- | --------- | ------------- |
| Brinker/Arnhemia  | Arnhem    | Gelderland    |
| Avanti            | Drunen    | Noord-Brabant |
| Caesar            | Beek      | Limburg       |
| V.d. Broek/DES    | Eindhoven | Noord-Brabant |
| Herten            | Herten    | Limburg       |
| PSV 2             | Eindhoven | Noord-Brabant |
| RHC               | Rhenen    | Utrecht       |
| Tachos            | Waalwijk  | Noord-Brabant |
| Uitkomst/Tongelre | Eindhoven | Noord-Brabant |
| Trias             | Nijmegen  | Gelderland    |

### Stand
| Pos | Club              | Wed | W  | G | V  | Ptn | DV  | DT  | +/− | Opmerking                     |
| --- | ----------------- | --- | -- | - | -- | --- | --- | --- | --- | ----------------------------- |
| 1   | Caesar            | 18  | 13 | 2 | 3  | 28  | 290 | 248 | +42 | Promotie naar eerste divisie  |
| 2   | Uitkomst/Tongelre | 18  | 13 | 1 | 4  | 27  | 275 | 246 | +29 |                               |
| 3   | Tachos            | 18  | 10 | 4 | 4  | 24  | 299 | 257 | +42 |                               |
| 4   | Herten            | 18  | 8  | 4 | 6  | 20  | 232 | 238 | −6  |                               |
| 5   | Brinker/Arnhemia  | 18  | 6  | 4 | 8  | 16  | 270 | 279 | −9  |                               |
| 6   | PSV 2             | 18  | 6  | 4 | 8  | 16  | 276 | 286 | −10 |                               |
| 7   | RHC               | 18  | 5  | 4 | 9  | 14  | 260 | 270 | −10 |                               |
| 8   | Trias             | 19  | 4  | 5 | 10 | 13  | 249 | 274 | −25 |                               |
| 9   | Avanti            | 19  | 5  | 3 | 11 | 13  | 255 | 281 | −26 | Degradatie naar derde divisie |
| 10  | V.d. Broek/DES    | 18  | 3  | 5 | 10 | 11  | 223 | 250 | −27 | Degradatie naar derde divisie |

## Tweede divisie C

### Teams
| Ploeg         | Plaats     | Provincie     |
| ------------- | ---------- | ------------- |
| Actief R      | Rotterdam  | Zuid-Holland  |
| AHC '28       | Den Haag   | Zuid-Holland  |
| Ancora        | Rotterdam  | Zuid-Holland  |
| Animo         | Rijswijk   | Zuid-Holland  |
| Dongen        | Dongen     | Noord-Brabant |
| EMM           | Middelburg | Zeeland       |
| Olga/Saturnus | Ridderkerk | Zuid-Holland  |
| Snelwiek      | Rotterdam  | Zuid-Holland  |
| Tornado       | Breda      | Noord-Brabant |
| Volt          | Tilburg    | Noord-Brabant |

### Stand
| Pos | Club          | Wed | W  | G | V  | Ptn | DV  | DT  | +/− | Opmerking                     |
| --- | ------------- | --- | -- | - | -- | --- | --- | --- | --- | ----------------------------- |
| 1   | Tornado       | 18  | 14 | 1 | 3  | 29  | 368 | 306 | +64 | Promotie naar eerste divisie  |
| 2   | EMM           | 18  | 11 | 2 | 5  | 24  | 327 | 282 | +45 |                               |
| 3   | Actief R      | 18  | 9  | 5 | 4  | 23  | 290 | 272 | +18 |                               |
| 4   | Ancora        | 18  | 10 | 1 | 7  | 21  | 313 | 290 | +23 |                               |
| 5   | Snelwiek      | 18  | 10 | 1 | 7  | 21  | 309 | 318 | −9  |                               |
| 6   | Animo         | 18  | 7  | 2 | 9  | 16  | 249 | 262 | −13 |                               |
| 7   | Olga/Saturnus | 18  | 7  | 2 | 9  | 14  | 286 | 281 | +5  |                               |
| 8   | Volt          | 18  | 6  | 2 | 10 | 14  | 291 | 319 | −28 |                               |
| 9   | Dongen        | 18  | 4  | 3 | 11 | 11  | 282 | 302 | −20 | Degradatie naar derde divisie |
| 10  | AHC '28       | 18  | 2  | 1 | 15 | 5   | 272 | 355 | −83 | Degradatie naar derde divisie |

## Tweede divisie D

### Teams
| Ploeg        | Plaats       | Provincie     |
| ------------ | ------------ | ------------- |
| Aalsmeer 2   | Aalsmeer     | Noord-Holland |
| Achilles     | Utrecht      | Utrecht       |
| AHC '31 2    | Amsterdam    | Noord-Holland |
| BHC          | Bussum       | Noord-Holland |
| IJmond       | Beverwijk    | Noord-Holland |
| Monnickendam | Monnickendam | Noord-Holland |
| AMC/Niloc    | Amsterdam    | Noord-Holland |
| Odin         | Heemskerk    | Noord-Holland |
| Seijst       | Zeist        | Utrecht       |
| Zeeburg      | Amsterdam    | Noord-Holland |

### Stand
| Pos | Club         | Wed | W  | G | V  | Ptn | DV  | DT  | +/−  | Opmerking                     |
| --- | ------------ | --- | -- | - | -- | --- | --- | --- | ---- | ----------------------------- |
| 1   | Aalsmeer 2   | 18  | 17 | 0 | 1  | 34  | 350 | 250 | +100 | Promotie naar eerste divisie  |
| 2   | Seijst       | 18  | 12 | 2 | 4  | 26  | 284 | 226 | +58  |                               |
| 3   | Monnickendam | 18  | 12 | 1 | 5  | 25  | 251 | 220 | +31  |                               |
| 4   | AHC '31 2    | 18  | 11 | 1 | 6  | 23  | 286 | 266 | +20  |                               |
| 5   | Odin         | 18  | 8  | 1 | 9  | 17  | 250 | 262 | −12  |                               |
| 6   | AMC/Niloc    | 18  | 7  | 1 | 10 | 15  | 243 | 280 | −37  |                               |
| 7   | Achilles     | 18  | 6  | 2 | 10 | 14  | 253 | 271 | −18  |                               |
| 8   | Zeeburg      | 18  | 7  | 0 | 12 | 14  | 249 | 270 | −21  |                               |
| 9   | BHC          | 18  | 5  | 2 | 12 | 12  | 290 | 337 | −47  | Degradatie naar derde divisie |
| 10  | IJmond       | 18  | 1  | 0 | 17 | 2   | 254 | 328 | −74  | Degradatie naar derde divisie |